# Estadi Japoma
L'Estadi Japoma o Estadi Omnisport de Douala és un estadi poliesportiu de la ciutat de Douala, Camerun.
Principalment és utilitzat per la pràctica del futbol i l'atletisme. Té una capacitat per a 50.000 espectadors. Va ser construït entre l'any 2017 i 2019. És una de les seus de la Copa d'Àfrica de Nacions 2021.